# Digimon Rumble Arena 2
Digimon Rumble Arena 2, conosciuto in Giappone come Digimon Battle Chronicle (デジモンバトルクロニクル?, Dejimon Batoru Kuronikuru), è un videogioco della serie Digimon.
Digimon Rumble Arena 2 è un videogioco picchiaduro a incontri pubblicato da Bandai per le console PlayStation 2, GameCube e Xbox.
È il sequel di Digimon Rumble Arena e ha uno stile di gioco simile a Super Smash Bros. Melee, ma con la barra della salute.
È stata introdotta la possibilità di combattere in scontri da 3 a 4 digimon, a differenza del precedente Digimon Rumble Arena che si limitava agli scontri 1 vs. 1.
Il gioco si conclude dopo aver sbloccato tutti e 19 i Digimon e l'arena Palazzo Glaciale.

## Personaggi
| Intermedio | Campione    | Armor       | Evoluto         | Mega           |
| ---------- | ----------- | ----------- | --------------- | -------------- |
| Agumon     | Greymon     |             |                 | WarGreymon     |
| Gabumon    | Garurumon   |             |                 | MetalGarurumon |
| Gomamon    | Ikkakumon   |             | Zudomon         |                |
| Tentomon   | Kabuterimon |             | MegaKabuterimon |                |
| Biyomon    | Birdramon   |             | Garudamon       |                |
| Palmon     | Togemon     |             | Lillymon        |                |
| Patamon    | Angemon     |             | MagnaAngemon    |                |
|            | Gatomon     | Nefertimon  | Angewomon       |                |
| Veemon     |             | Flamedramon |                 | Imperialdramon |
| Guilmon    | Growlmon    |             |                 | Gallantmon     |
| Flamemon   | Agunimon    |             | BurningGreymon  |                |

## Personaggi sbloccabili
Questi personaggi non sono disponibili in un primo momento, ma possono essere sbloccati dopo averli battuti nel torneo.
Tutti i "Black" Digimon hanno la capacità di assorbire l'energia mentre afferrano l'avversario.
- BlackAgumon (e le sue digievoluzioni: BlackGreymon e BlackWarGreymon)
- BlackGabumon (e le sue digievoluzioni: BlackGarurumon e BlackMetalGarurumon)
- BlackGuilmon (e le sue digievoluzioni: BlackGrowlmon e ChaosGallantmon)
- MaloMyotismon
- Duskmon
- Omnimon
- Diaboromon
- Neemon

## Personaggi non giocabili
Alcuni personaggi non possono essere controllati dai giocatori, ma possono entrare o essere fatti entrare in gioco nell'arena di battaglia controllati dall'IA. 
Tali personaggi sono Phantomon, Calumon e D-Reaper.

## Accoglienza
Al momento dell'uscita, i quattro recensori della rivista Famitsū hanno dato un punteggio di 28/40. Raffaele Staccini di Multiplayer.it classificò Digimon Rumble Arena 2 come il sesto miglior gioco della serie.